# الحملات العثمانية على المغرب الأقصى
شنت الدولة العثمانية حملات عديدة على الدولة السعدية في القرن السادس عشر.

## التحالف الوطاسي العثماني

### خلفية
لم تكن بلاد المغرب موحدةً في أوائل القرن السادس عشر تحت سلالة واحدة، وكان الوطاسيون والسعديون أعداءً، مما أدى إلى سعي الوطاسيين للحصول على مساعدة عسكرية من العثمانيين.

### مرحلة التبعية الأولى
اعترف علي أبو حسون، حاكم الوطاسيين في شمال المغرب، بالسلطة الكاملة للسلطان العثماني، وأرسل له بذلك وأعلن نفسه تابعًا عثمانيًا، مما أضفى على فاس صفة التبعية. لم يتمكن العثمانيون لاحقًا في عام 1549 من التدخل عسكريًا عندما خسر الوطاسيون فاس لمنافسيهم السعديين بقيادة محمد الشيخ.

### مرحلة التبعية الثانية
سقطت فاس في عام 1554 في يد العثمانيين نتيجة تحالف أبي حسون معهم. كانت قوات أمير البحر العثماني صالح ريس تتألف من 4000 جندي بينما كانت قوات محمد الشيخ تزيد عن 20000، فكان جيش الشيخ خمسة أمثال جيش صالح ريس وذلك وفقًا للدبلوماسي لويس دو شينييه [الفرنسية]. بينما ذكر إرنست ميرسييه أن عدد قوات صالح ريس بلغ أحد عشر ألف رجل بينما بلغ عدد قوات الشيخ أربعين ألفًا. تمكن صالح ريس من هزيمة السعديين واحتلال فاس، وتنصيب الحاكم الوطاسي أبو حسون على العرش تابعًا للعثمانيين.

### النتائج
بقيت القوات العثمانية المكونة من -الأتراك العثمانيين والبربر التابعين لإمارة كوكو- في فاس لمدة أربعة أشهر ضايقت فيها السكان حتى تفاوض علي أبو حسون مع القوات العثمانية على انسحابها، وقد أكد صالح ريس عند انسحابه من فاس لحاكم السعديين أنه لن يقدم أي مساعدة إضافية لعدوه علي أبي حسون. استأجر علي أبو حسون بعد ذلك مرتزقة لجيشه الخاص. ومع ذلك، هُزم الوطاسيون في معركة تادلة بعد أن فقدوا دعم القوات العثمانية، وعادت فاس للسعديين.

## سقوط فاس 1576

### خلفية

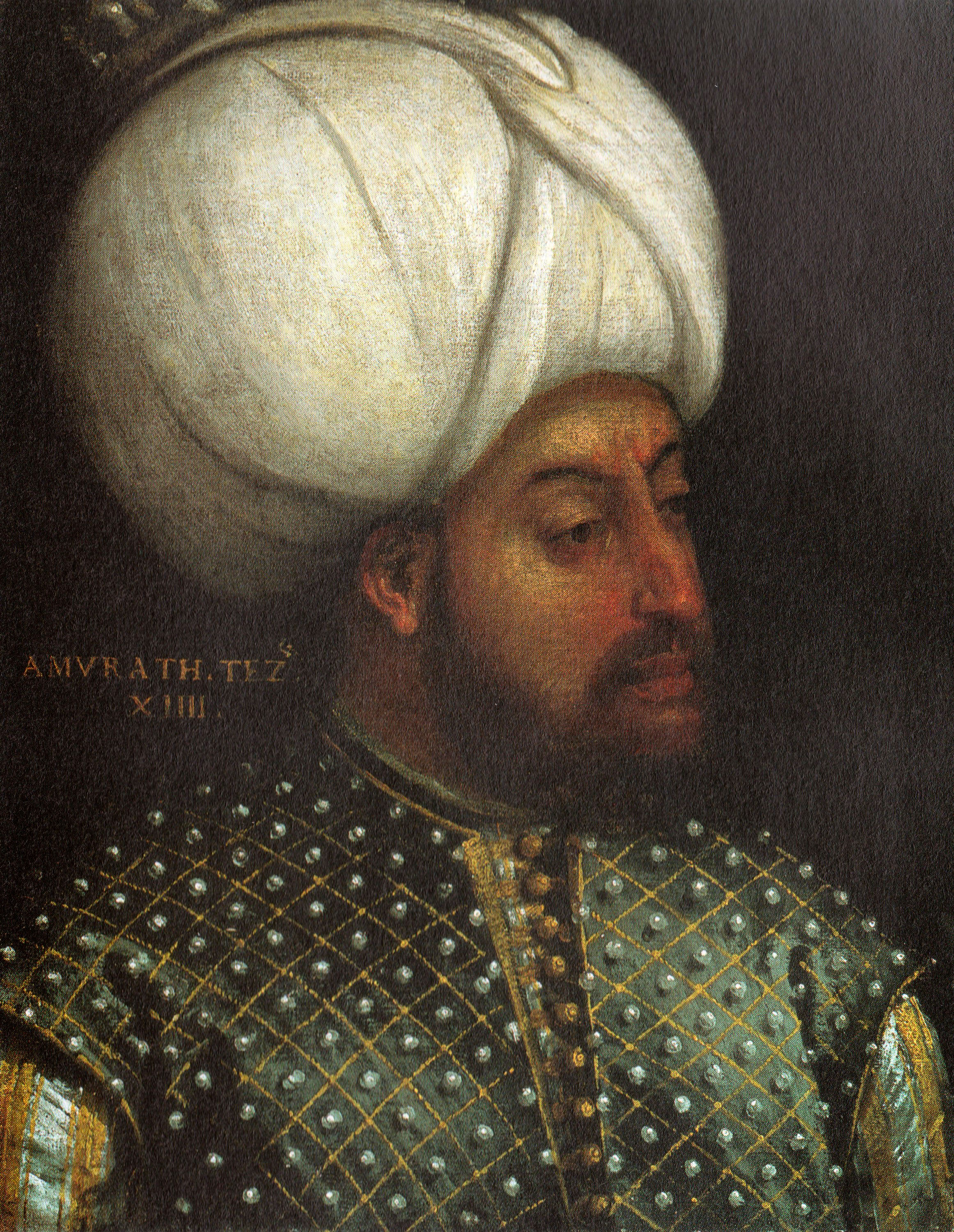
السلطان العثماني مراد الثالث.

بعد أن اغتال العثمانيون محمد الشيخ حاكم السعديين، فر ابنه عبد الملك وأخوه من المغرب. وأصبح عبد الملك موثوقًا في المؤسسة العثمانية في تلك الفترة التي قضاها خارج المغرب. وافق مراد الثالث على اقتراح قدمه عبد الملك بجعل المغرب الأقصى تحت التبعية العثمانية مقابل دعم مراد له في الحصول على عرش السعديين، ثم أمر مراد الثالث والي إيالة الجزائر رمضان باي بغزو المغرب وتنصيب عبد الملك على العرش تابعًا عثمانيًا، وتحركت الحملة من الجزائر.

### معركة الركن
وصل رمضان باي إلى فاس مع عبد الملك والجيش العثماني، وسقطت فاس بسهولة، ففر حاكم السعديين محمد المتوكل إلى مراكش، ولكن سقطت بعد ذلك مراكش أيضًا. تولى عبد الملك بعد ذلك حكم المغرب معترفًا بسيادة العثمانيين، ودعُي لمراد على المنابر في صلاة الجمعة ووُضع على العملة وهما علامتان تقليديتان للسيادة في العالم الإسلامي. أرسل عبد الملك القوات العثمانية إلى الجزائر مقابل الذهب واقترح مفهومًا أكثر مرونة للتبعية مما قد يكون السلطان العثماني مراد الثالث قد توقعه. اعترف عبد الملك الأول السعدي بنفسه تابعًا للباب العالي، ويُعتبر عهد عبد الملك (1576-1578) فترة تبعية المغرب الأقصى للإمبراطورية العثمانية. بينما تورد مصادر أخرى أنه فور انسحاب الانكشارية من أراضي الدولة السعدية تراجع عبد الملك عن ما وعده للعثمانيين من تبعية اسمية واعتراف بخلافتهم.

### النتائج
تلقى عبد الملك بعد الانتصار خطابًا أبويًا من مراد الثالث هنأه فيها، لكنه عبر عن خيبة أمله في المهمة غير المكتملة، حيث إن الحاكم المخلوع محمد المتوكل بقي على قيد الحياة. كان عبد الملك أول حاكم سعدي يكسر التقليد بعدم الدخول في علاقة ولاء مع كيان آخر، حيث وصف نفسه في رسائله بأنه "عبد للباب العالي". وقد استعان بفرقة من المستشارين الأتراك لإعادة تشكيل جيشه وفق النمط العثماني.
خاض عبد الملك في عام 1578 معركة وادي المخازن ضد الإمبراطورية البرتغالية ولقي فيها حتفه. ومع ذلك انتهت المعركة بانتصار هائل للسعديين، وقد خلفه أخوه أحمد المنصور الذهبي الذي اعترف رسميًا بسيادة السلطان العثماني في بداية حكمه بحكم الأمر الواقع مع بقائه مستقلًا فعليًا. ولكن توقف أحمد عن سك العملات باسم مراد، وأسقط اسمه من الخطبة، وأعلن استقلاله الكامل في عام 1582.
أقنع بكلربك الجزائر بعد ذلك مراد الثالث بالسماح بشن هجوم على المغرب، فأرسل أحمد سفارة محملة بهدايا كبيرة إلى القسطنطينية، على أمل أن يقوم مراد الثالث بإلغاء الهجوم. دفع المغاربة جزية تزيد عن 100,000 قطعة ذهبية ووافقوا على إظهار الاحترام للسلطان العثماني، مقابل تركهم دون تدخل رسمي، واتفقوا على معاهدة اعتراف متبادل وحافظوا على علاقات سلمية. كان أحمد يرسل هدية سنوية إلى إسطنبول، والتي كان العثمانيون يعتبرونها جزية تعترف بتفوقهم، بينما كان السعديون يرونها وسيلة لتكريم العثمانيين لدفاعهم عن أراضي المسلمين.